# Oost-Afrikaanse Veldtocht
De Oost-Afrikaanse Veldtocht tijdens de Eerste Wereldoorlog bestond uit een reeks veldslagen en guerrilla-acties. De strijd begon in Duits-Oost-Afrikaen breidde zich uit naar delen van Mozambique, Rhodesië, Brits-Oost-Afrika, Oeganda en Belgisch-Congo. In november 1917 kwam er vrijwel een einde aan de gevechten in Duits-Oost-Afrika, tot Duitse troepen Mozambique binnentrokken en hun campagne voortzetten door te leven van Portugese voorraden.
De Duitse koloniale troepen stonden onder leiding van luitenant-kolonel (later generaal-majoor) Paul von Lettow-Vorbeck. Zijn strategie was erop gericht om geallieerde troepen van het Westfront af te leiden naar Afrika. Deze aanpak kende gemengde resultaten; vanaf 1916 werden de Duitsers uit Duits-Oost-Afrika verdreven. De Veldtocht in Afrika vergde aanzienlijke financiële middelen en oorlogsmaterieel die anders op andere fronten ingezet hadden kunnen worden.
De Duitse troepen in Oost-Afrika bleven gedurende de hele oorlog strijden. Ze ontvingen het bericht van de wapenstilstand pas op 14 november 1918 om 07:30 uur. Beide zijden wachtten op officiële bevestiging, waarna de Duitsers zich uiteindelijk op 25 november formeel overgaven. Duits Oost-Afrika werd vervolgens opgedeeld in twee mandaatgebieden van de Volkenbond: het Tanganyika-territorium onder Brits bestuur en Ruanda-Urundi onder Belgisch bestuur. De Kiongadriehoek werd afgestaan aan Portugal.

## Achtergrond

### Duits-Oost-Afrika

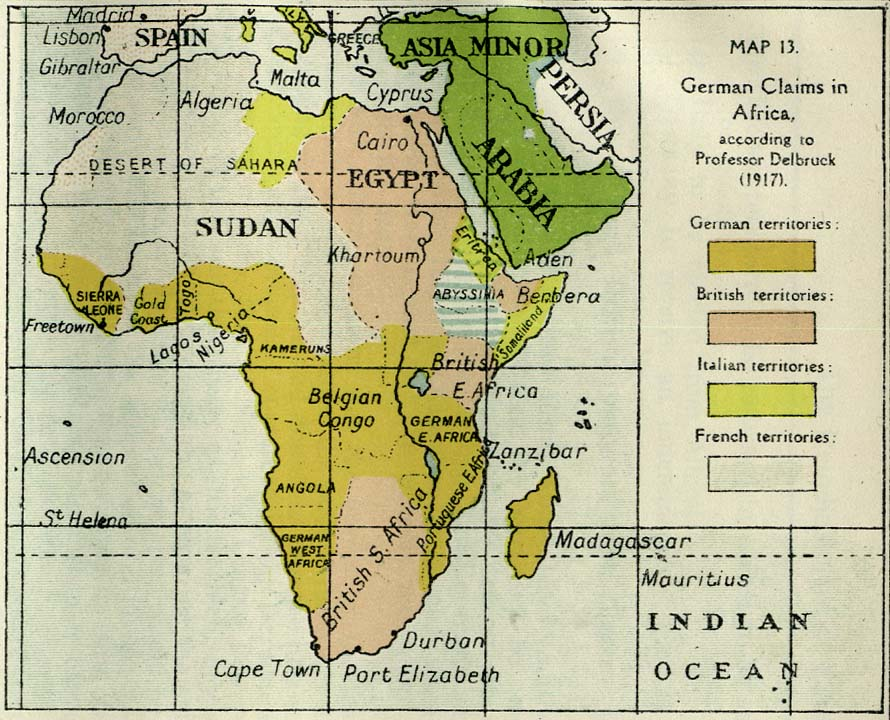
Een kaart van het voorgestelde Mittelafrika, met Duits grondgebied in bruin en Brits grondgebied in roze.

Duits-Oost-Afrika (Deutsch-Ostafrika) werd in 1885 door Duitsland gekoloniseerd. Het gebied besloeg ongeveer 995.000 km² (384.180 vierkante mijl) en omvatte het huidige Rwanda, Burundi en Tanzania. De inheemse bevolking telde zo’n 7,5 miljoen mensen en werd bestuurd door ongeveer 5.300 Europeanen. Hoewel het koloniale bestuur redelijk stabiel was, had het gebied recent nog te maken gehad met de Maji Maji-opstand van 1904–1905.
De Duitse koloniale overheid beschikte over een militaire Schutztruppe ("beschermingstroepen") van 260 Europese soldaten en 2.470 Afrikaanse troepen. Daarnaast konden ze rekenen op zo’n 2.700 Duitse kolonisten die behoorden tot de Landsturm, een reservistenkorps, en een kleine paramilitaire gendarmerie.
Het uitbreken van de Eerste Wereldoorlog in Europa leidde tot hernieuwde belangstelling voor Duitse koloniale expansie, met als doel de vorming van Deutsch-Mittelafrika ("Duits-Centraal-Afrika"). Dit project beoogde de aansluiting van voornamelijk Belgisch-Congo bij de Duitse koloniën in Oost-, Zuidwest- en West-Afrika. Zo’n aaneenschakeling van koloniën zou Duitsland in staat stellen Centraal-Afrika te domineren en het machtigste koloniale rijk op het continent te worden.
Militair gezien stond Duitsland in Afrika echter zwak. De troepen waren slecht uitgerust, verspreid over grote afstanden, en beschikten vaak over verouderde wapens, zoals het Model 1871-geweer dat zwart buskruit gebruikte – wat de schutter direct zou verraden door de rookontwikkeling. Ondanks hun betere training en ervaring ten opzichte van hun tegenstanders, was het Duitse koloniale leger dus beperkt in slagkracht.
De legers van de geallieerden kampten met vergelijkbare problemen. Ook zij hadden kleine en slecht uitgeruste eenheden in hun koloniën, die vooral bedoeld waren voor intern ordehandhaving en onderdrukking van opstanden. Ze waren niet toegerust om grootschalige militaire confrontaties met buitenlandse machten aan te gaan.

### Duitse strategie
Het doel van de Duitse troepen in Oost-Afrika, onder leiding van luitenant-kolonel Paul von Lettow-Vorbeck, was om geallieerde troepen en voorraden van Europa naar Afrika af te leiden. Door de strategisch belangrijke Britse Oeganda-spoorlijn te bedreigen, hoopte Lettow dat Britse troepen gedwongen zouden worden om Oost-Afrika binnen te vallen, waar hij een verdedigende veldtocht kon voeren.
In 1912 had de Duitse regering al een defensieve strategie voor Oost-Afrika opgesteld. Deze strategie hield in dat het leger zich zou terugtrekken in het binnenland en daar een guerrillaoorlog zou voeren. De Duitse kolonie in Oost-Afrika vormde ook een bedreiging voor het neutrale Belgisch-Congo, maar de Belgische regering hoopte haar neutraliteit in Afrika te kunnen handhaven.
De Force Publique, het koloniale leger van België, was daarom genoodzaakt om een defensieve strategie aan te houden tot 15 augustus 1914. Op die dag beschoten Duitse schepen op het Tanganyikameer de haven van Mokolobu, gevolgd door een aanval op de post van Lukuga een week later.
Binnen de Belgische administratie zagen sommige functionarissen de vijandelijkheden in Oost-Afrika als een kans om het Belgische koloniale bezit uit te breiden. De verovering van Ruanda en Urundi zou de onderhandelingspositie van de regering-De Broqueville versterken bij het veiligstellen van de Belgische belangen na de oorlog.
Tijdens de vredesonderhandelingen na de oorlog, in het kader van het Verdrag van Versailles, probeerde de Belgische minister van Koloniën, Jules Renkin, de Belgische territoriale winsten in Duits-Oost-Afrika in te ruilen voor het Portugese gebied in Noord-Angola. Op die manier wilde hij de Belgische Congo een langere kustlijn bezorgen.

## Eerste gevechten, 1914–1915

### Uitbraak en vroege Duitse aanvallen

Kaart van de Duitse koloniën; Duits-Oost-Afrika is donkerblauw weergegeven.

De gouverneurs van zowel Brits als Duits Oost-Afrika wilden het uitbreken van een oorlog vermijden en gaven de voorkeur aan een neutraliteitsakkoord gebaseerd op de Congo-akte van 1885, ondanks de tegenstand van lokale militaire bevelhebbers en hun respectieve regeringen in Europa. Dit akkoord zorgde in de eerste weken van het conflict voor verwarring. Op 31 juli voerde Duitsland zijn noodplannen uit: de kruiser SMS Königsberg vertrok vanuit Dar-es-Salaam om Britse handelsroutes aan te vallen. Groot-Brittannië stuurde kruisers van het Kaaps eskader om de Königsberg te schaduwen en indien nodig tot zinken te brengen, maar het schip wist nipt te ontsnappen.
Op 4 augustus verklaarde Groot-Brittannië de oorlog. Een dag later vielen troepen uit het protectoraat Oeganda Duitse rivierposten nabij het Victoriameer aan.
Op dezelfde dag besloot het Britse oorlogskabinet om een Indiaas expeditieleger naar Oost-Afrika te sturen om de regio te bezetten en zo de Duitse havens als uitvalsbasis voor aanvallen uit te schakelen. Op 8 augustus beschoten Britse marineschepen, waaronder de kruiser HMS Astraea, het radiostation in Dar-es-Salaam. De kapitein van de Astraea stemde daarna in met een staakt-het-vuren, op voorwaarde dat de stad als ‘open stad’ behouden zou blijven.
Deze overeenkomst leidde tot spanningen tussen Paul von Lettow-Vorbeck en gouverneur Heinrich Schnee, zijn formele meerdere, die het bestand afwees en uiteindelijk negeerde. Ook de kapitein van de Astraea kreeg een reprimande omdat hij zijn bevoegdheden had overschreden. Voorafgaand aan de Slag bij Tanga, toen het IEF daar probeerde te landen, voelde de Royal Navy zich verplicht het bestand formeel op te zeggen, waardoor het verrassingselement verloren ging.
In augustus 1914 werden de militaire en paramilitaire troepen in beide koloniën gemobiliseerd, ondanks de beperkingen die door de gouverneurs waren opgelegd. De Duitse Schutztruppe in Oost-Afrika bestond uit 260 Duitse militairen van alle rangen en 2.472 Askari, wat vergelijkbaar was met de sterkte van de twee bataljons van de King's African Rifles (KAR) in de Britse Oost-Afrikaanse gebieden.
Op 7 augustus kregen Duitse troepen in Moshi bericht dat het neutraliteitsakkoord was beëindigd en zij kregen bevel om grensoverschrijdende aanvallen uit te voeren. Op 15 augustus voerden Askari in de regio Neu Moshi hun eerste offensieve actie van de veldtocht uit. Twee compagnieën Askari (ongeveer 300 man) namen Taveta in, aan de Britse kant van de Kilimanjaro. De Britse verdedigers vuurden een symbolische salvo en trokken zich geordend terug.
Op het Tanganyikameer probeerden Duitse Askari Belgische installaties aan te vallen, met als doel de Belgische stoomboot Commune te vernietigen en controle over het meer te krijgen. Ondertussen was er onzekerheid over de houding van Portugal, dat nog geen bondgenoot van Groot-Brittannië was. Op 24 augustus vielen Duitse troepen Portugese posten aan de Rovumarivier aan, wat tot een diplomatiek incident leidde dat met moeite werd gladgestreken.
In september begonnen Duitse troepen dieper in Brits-Kenia en Oeganda te infiltreren. De Duitse maritieme macht op het Victoriameer beperkte zich tot het kanonneerbootje Kingani, een sleepboot bewapend met één pom-pom kanon. Hoewel de schade beperkt bleef, veroorzaakte het schip veel lawaai. De Britten bewapenden daarop vier stoomschepen van de Oeganda-spoorwegen, de SS William Mackinnon, SS Kavirondo, SS Winifred en SS Sybil — als geïmproviseerde patrouilleboten. Ze wisten de Kingani in de val te lokken, waarna de Duitsers haar tot zinken brachten.
Later werd de Kingani door de Duitsers gelicht, van haar bewapening ontdaan en ingezet als transportschip. Met de Kingani ontwapend en haar "tanden getrokken", was het Britse overwicht op het Victoriameer niet langer betwistbaar.

### Brits land- en zeeoffensief

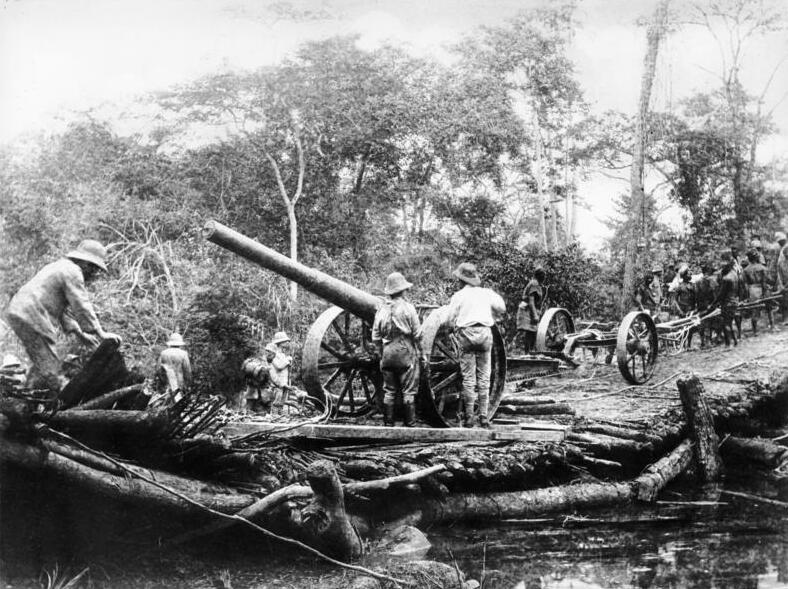
Duitse Schutztruppe.

Om een einde te maken aan de Duitse invallen en om het noordelijke, gekoloniseerde deel van Duits-Oost-Afrika te veroveren, stelden de Britten een plan op voor een tweezijdige invasie. IEF "B", bestaande uit 8.000 troepen verdeeld over twee brigades, zou op 2 november 1914 een amfibische landing uitvoeren nabij Tanga. Het doel was om de stad in te nemen en controle te krijgen over de Indische Oceaan-terminal van de Usambara-spoorlijn. Tegelijkertijd zou IEF "C", met 4.000 man in één brigade, op 3 november 1914 vanuit Brits-Oost-Afrika oprukken naar Neu-Moshi, het westelijke eindpunt van de spoorlijn (zie Slag om Kilimanjaro).
Na de verovering van Tanga was het plan dat IEF "B" snel naar het noordwesten zou trekken om zich met IEF "C" te verenigen en de resterende Duitse troepen op te ruimen. Ondanks dat de Duitse Schutztruppe onder bevel van Von Lettow-Vorbeck bij Tanga met een verhouding van 1 op 8 en bij Longido van 1 op 4 numeriek zwaar in de minderheid was, wist zij stand te houden en zelfs te zegevieren. Charles Hordern omschreef deze gebeurtenissen in het deel over Oost-Afrika van de officiële Britse militaire geschiedenis (1941) als een van "de opmerkelijkste mislukkingen in de Britse militaire geschiedenis".
Twee reguliere Britse legerregimenten namen deel aan de campagne in Oost-Afrika. Het 2e Bataljon van het Loyal North Lancashire Regiment arriveerde met de Indian Expeditionary Force B, die de aanval op Tanga uitvoerde, en bleef daarna aan de grens tussen Brits en Duits-Oost-Afrika gestationeerd. Het 25e (Frontiersmen) Bataljon van de Royal Fusiliers werd begin 1915 speciaal opgericht voor dienst in Oost-Afrika en bleef gedurende de hele oorlog actief.
Koloniale troepen werden tussen 1914 en 1915 geleverd door Rhodesië, waaronder het 2e Rhodesische Regiment, de Nyasaland Field Force en Zuid-Afrikaanse troepen. Daaronder bevond zich ook het Zuid-Afrikaans Expeditieleger, dat in februari 1916 arriveerde.
De Königsberg, een kruiser van de Keizerlijke Duitse Marine, bevond zich bij het uitbreken van de oorlog in de Indische Oceaan. Tijdens de Slag bij Zanzibar bracht de Königsberg de oude Britse kruiser HMS Pegasus tot zinken in de haven van Zanzibar, waarna ze zich terugtrok in de Rufiji-delta. Nadat Britse oorlogsschepen van het Kaapse eskader, waaronder een oude pre-dreadnought slagschip, haar insloten, werden vanuit Engeland twee ondiepvarende monitors met 150 mm-kanonnen aangevoerd. Op 11 juli 1915 werd de Königsberg daarmee vernietigd.
De Britten wisten zes 100 mm-kanonnen van de Pegasus te bergen, die bekend werden als de "Peggy guns". De bemanning van de Königsberg en haar 105 mm-hoofdgeschut werden opgenomen in de Schutztruppe en ingezet tot het einde van de vijandelijkheden.

### Strijd om het Tanganyikameer
De Duitsers hadden het meer sinds het begin van de oorlog gecontroleerd, met drie gewapende stoomschepen en twee ongewapende motorboten. In 1915 werden twee Britse motorboten, de HMS Mimi en HMS Toutou, elk bewapend met een 3-ponds kanon en een Maxim-mitrailleur, over land naar de Britse oever van het Tanganyikameer gebracht, een afstand van 4.800 km. Op 26 december veroverden ze het Duitse schip Kingani, dat hernoemd werd tot HMS Fifi. Samen met twee Belgische schepen onder commando van commandant Geoffrey Spicer-Simson, vielen ze het Duitse schip Hedwig von Wissmann aan en zonden het naar de bodem van het meer.
De Graf von Götzen en de Wami, een ongewapende motorboot, waren de enige Duitse schepen die nog op het meer aanwezig waren. In februari 1916 werd de Wami onderschept, door de bemanning aan de kant gedreven en vervolgens in brand gestoken.
Lettow-Vorbeck liet toen het kanon van de Königsberg verwijderen en per spoor naar het hoofdfront sturen. Het schip werd in het midden van juli tot zinken gebracht na een luchtaanval door Belgische vliegtuigen op Kigoma, vlak voordat de opmars van de Belgische koloniale troepen het schip had kunnen veroveren. De Wami werd later weer gelicht en door de Britten in gebruik genomen.

## Geallieerde offensieven, 1916–1917

### Versterkingen van het Britse Rijk, 1916

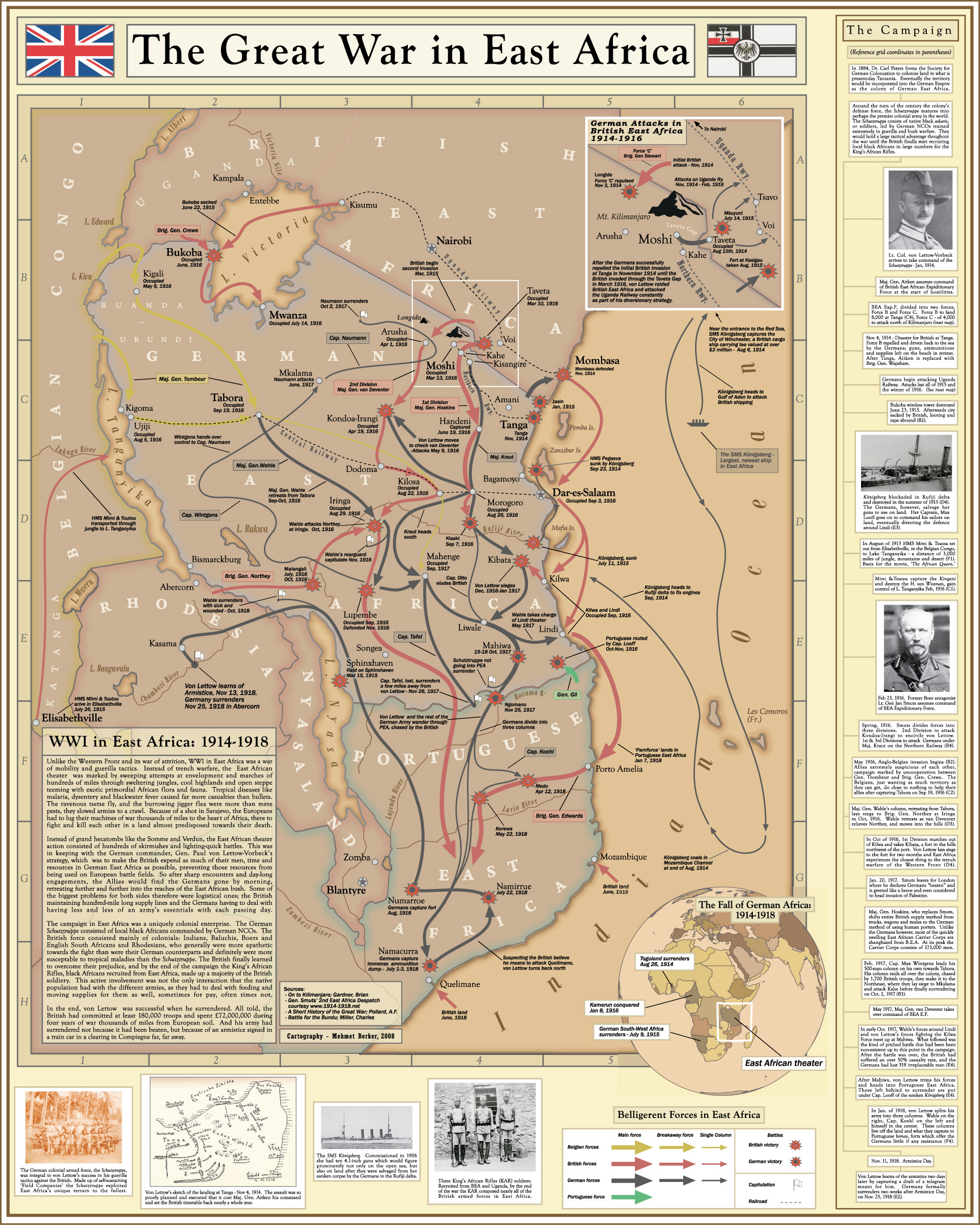
Kaart van de Oost-Afrikaanse Veldtocht.

Generaal Horace Smith-Dorrien werd aangewezen met de opdracht om de Schutztruppe te vinden en te bestrijden, maar tijdens zijn reis naar Zuid-Afrika kreeg hij longontsteking, waardoor hij het bevel niet kon overnemen. In 1916 kreeg generaal Jan Smuts de taak om Lettow-Vorbeck te verslaan. Smuts beschikte over een groot leger (voor de regio), met ongeveer 13.000 Zuid-Afrikanen, waaronder Boeren, Britten, Rhodesiërs, en 7.000 Indiase en Afrikaanse troepen, met een totale sterkte van 73.300 man. Daarnaast was er een Belgische macht en een grotere, maar ineffectieve groep Portugese militaire eenheden gestationeerd in Mozambique. Een groot Carrier Corps, bestaande uit Afrikaanse dragers onder Britse leiding, vervoerde voorraden naar het binnenland. Ondanks de gezamenlijke aard van de inspanning was het een Zuid-Afrikaanse operatie binnen het Britse Imperium. In het vorige jaar had Lettow-Vorbeck ook nieuwe manschappen geworven, waardoor zijn leger nu 13.800 man sterk was.
Smuts viel vanuit verschillende richtingen aan, met de hoofdaanval die afkomstig was uit Brits-Oost-Afrika (Kenya) in het noorden, terwijl aanzienlijke troepen uit Belgisch Congo van het westen oprukten in twee colonne, over het Victoriameer op de Britse transportschepen SS Rusinga en SS Usoga, en het Riftvallei binnentrokken. Een ander contingent rukte op over het Nyasameer (ook wel het Malawimeer genoemd) vanuit het zuidoosten. Alle deze troepen slaagden er niet in om Lettow-Vorbeck te vangen en leden onderweg allemaal onder ziekten. De 9e Zuid-Afrikaanse Infanterie, die in februari met 1.135 man begon, was in oktober gereduceerd tot slechts 116 fit om te vechten, zonder veel gevechten. De Duitsers trokken zich vrijwel altijd terug uit de grotere concentraties van Britse troepen en tegen september 1916 was de Duitse Centrale Spoorlijn, die van Dar-es-Salaam naar Ujiji aan de kust liep, volledig onder Britse controle.
Met Lettow-Vorbeck beperkt tot het zuidelijke deel van Duits-Oost-Afrika, begon Smuts de Zuid-Afrikaanse, Rhodesische en Indiase troepen terug te trekken en te vervangen door Askari van de King's African Rifles (KAR), die in november 1918 35.424 man sterk waren. Tegen het begin van 1917 bestond meer dan de helft van het Britse leger in het theater uit Afrikanen, en aan het einde van de oorlog was dit bijna volledig Afrikaans. Smuts verliet het gebied in januari 1917 om zich bij het Imperiaal Oorlogs Cabinet in Londen aan te sluiten.

### Belgische offensieven, 1916–17
De Britten vaardigden tussen eind 1915 en begin 1916 120.000 dragers in om Belgische voorraden en uitrusting naar Kivu (in het oosten van Belgisch-Congo) te vervoeren. De communicatielijnen in de Congo vereisten ongeveer 260.000 dragers, maar de Belgische regering verbood hen de grens van Duits-Oost-Afrika over te steken; van de Congolese troepen werd verwacht dat ze zich uit de omgeving zouden bevoorraden. Om plundering van burgers, verlies van voedselvoorraden en het risico van hongersnood te voorkomen, aangezien veel boeren al waren opgeroepen en van hun land waren verwijderd, richtten de Britten de Congo Carrier Section van het East India Transport Corps (Carbel) op met 7.238 dragers, gerekruteerd uit Oegandese burgers en verzameld in april 1916 in Mbarara.
De Force Publique begon haar campagne op 18 april 1916 onder leiding van generaal Charles Tombeur, kolonel Philippe Molitor en kolonel Frederik-Valdemar Olsen en veroverde op 6 mei Kigali in Rwanda.
De Duitse Askari in Burundi werden gedwongen zich terug te trekken door de numerieke superioriteit van de Force Publique, en tegen 17 juni waren Burundi en Rwanda bezet. De Force Publique en de Britse Lake Force begonnen daarna een opmars naar Tabora, een administratief centrum in het centrale Duits-Oost-Afrika. Drie colonne veroverden Biharamuro, Mwanza, Karema, Kigoma en Ujiji. Tijdens de Slag bij Tabora op 19 september werden de Duitsers verslagen en het dorp bezet. Gedurende de mars verloren 1.191 dragers van Carbel hun leven of werden als vermist beschouwd, een verliespercentage van 1 op 7, ondanks de aanwezigheid van twee artsen en voldoende medische voorzieningen.
Om Belgische aanspraken op Duits grondgebied in een naoorlogse regeling te voorkomen, beval Smuts dat hun troepen terug moesten keren naar Congo, waarbij ze alleen als bezetters in Rwanda en Burundi bleven. De Britten zagen zich genoodzaakt om Congolese troepen in 1917 terug te roepen, waarna de twee bondgenoten hun campagneplannen coördineerden.

### Brits offensief, 1917
Majoor-generaal Arthur Hoskins (KAR), voorheen commandant van de 1e Oost-Afrikaanse Divisie, nam het bevel over de campagne op zich. Na vier maanden waarin hij de communicatielijnen herorganiseerde, werd hij vervangen door de Zuid-Afrikaanse majoor-generaal Jacob van Deventer. Van Deventer lanceerde in juli 1917 een offensief, dat tegen het begin van de herfst de Duitsers 160 km naar het zuiden had gedreven. Van 15 tot 19 oktober 1917 voerde Lettow-Vorbeck een kostbare strijd bij Mahiwa, met 519 Duitse slachtoffers en 2.700 Britse verliezen in de Nigeriaanse brigade. Nadat het nieuws van de slag Duitsland bereikte, werd Lettow-Vorbeck gepromoveerd tot Generalmajor.

## Duitse offensieven, 1917–18

### Portugees Mozambique

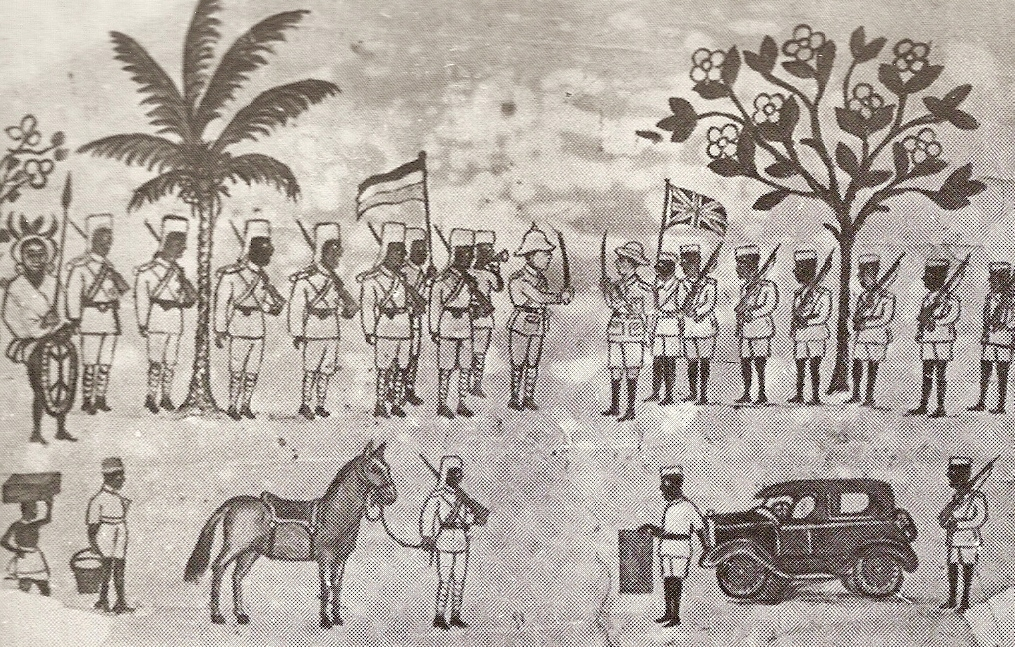
Lettow die zijn troepen overgeeft in Abercorn, gezien door de ogen van een Afrikaanse kunstenaar.

Britse eenheden dwongen de Schutztruppe naar het zuiden, en op 23 november stak Lettow-Vorbeck de grens over naar Mozambique om voorraden van Portugese garnizoenen te plunderen. Lettow-Vorbeck verdeelde zijn strijdmacht in drie groepen tijdens de mars; een detachement van 1.000 man onder Hauptmann Theodor Tafel raakte zonder voedsel en munitie en werd gedwongen zich over te geven voordat het Mozambique bereikte. Lettow en Tafel waren zich er niet van bewust dat ze slechts één dagmars van elkaar verwijderd waren. De Duitsers vochten de Slag bij Ngomano, waarin het Portugese garnizoen werd verslagen, en marcheerden daarna negen maanden lang door Mozambique in caravans van troepen, dragers, vrouwen en kinderen, maar slaagden er niet in om veel kracht te verzamelen. In Mozambique behaalde de Schutztruppe een aantal belangrijke overwinningen die hen in staat stelden actief te blijven, maar het leger kwam ook dichtbij vernietiging tijdens de Slag bij Lioma en de Slag bij Pere Hills.

### Noord-Rhodesië
De Duitsers keerden terug naar Duits-Oost-Afrika en staken in augustus 1918 de grens over naar Rhodesië. Vanaf begin oktober verslechterden de berichten die ze konden verkrijgen gestaag. Er werd geruchten verspreid dat Hindenburg dood was en dat de Geallieerden op het punt stonden een wapenstilstand aan Duitsland op te leggen, wat de moraal van de Duitsers aanzienlijk verlaagde en leidde tot een toename van desertie onder de dragers. Op 9 november bereikte de Duitse eenheid Kasama, waarvan de districtsofficier, Hector Croad, de stad had geëvacueerd toen hij van de Duitse opmars hoorde en de stad van munitie had ontdaan. De Duitsers achtervolgden Croad, die de voorraden had opgeslagen in een rubberfabriek aan de andere kant van de rivier Chambezi. De Duitsers begonnen op 12 november met verkenningsaanvallen op de fabriek, vlak voor de aankomst van Lettow-Vorbeck en zijn colonne. Na een gevecht van vier uur veroverden de Duitsers de fabriek en de Britten trokken zich terug naar het westen. Een Britse koerier viel in Duitse handen en vertelde hen van de wapenstilstand van 11 november 1918. Deze informatie bereikte de Duitsers op tijd om een nieuwe aanval op de rubberfabriek te voorkomen. Croad ontmoette Lettow-Vorbeck, die het moeilijk vond te geloven dat Duitsland de oorlog had verloren en het onvoorstelbaar vond dat de keizer naar Nederland was gevlucht en Duitsland een republiek was geworden.

#### Duitse overgave
De voorwaarden van de wapenstilstand waren een grote schok voor de Duitsers, maar op 25 november 1918 om 11:00 uur bood Lettow-Vorbeck zijn overgave aan de Britten aan in Abercorn, twee weken na de ondertekening van de wapenstilstand in Europa. Brigadier-generaal William Edwards, Lettow-Vorbeck, Walter Spangenburg en kapitein Anderson waren aanwezig, waarbij Edwards weigerde de zwaard van Lettow-Vorbeck aan te nemen. De gouverneur van Duits-Oost-Afrika, Heinrich Schnee, tekende de overgave niet om aan te geven dat de Duitsers hun claims op de kolonie hadden opgegeven. Artikel XVII van de wapenstilstand vereiste de evacuatie van de Duitse troepen uit Oost-Afrika, maar het War Office interpreteerde dit als een eis voor onvoorwaardelijke overgave en ontwapening, wat werd bereikt "door een doordachte combinatie van vastberadenheid en bluffen". Lettow-Vorbeck rook onraad, maar kon zijn vermoedens niet bevestigen met Berlijn en gaf uiteindelijk toe onder protest. De campagne kostte de Britten ongeveer £12 miljard.

## Nasleep

### Analyse

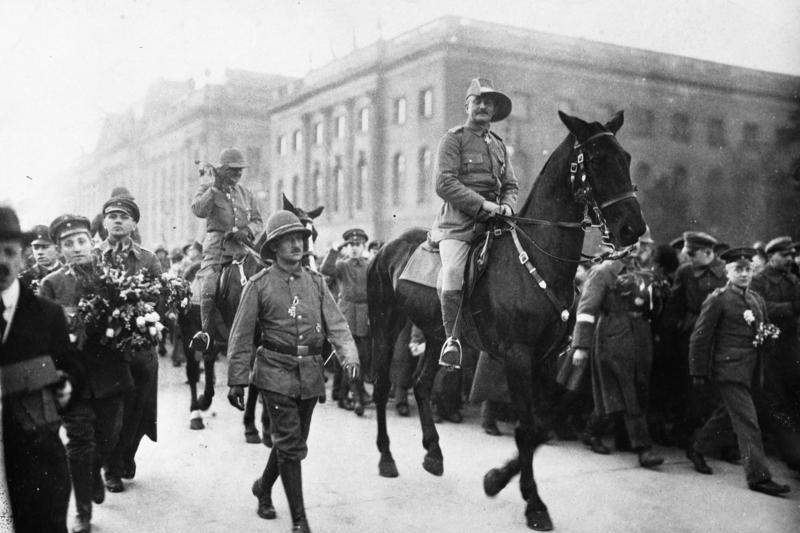
Generaal Lettow-Vorbeck leidde in 1919 een overwinningsparade in Berlijn.

Bijna 400.000 geallieerde soldaten, zeelieden, bemanningsleden van de koopvaardij, bouwers, bureaucraten en ondersteunend personeel namen deel aan de Oost-Afrikaanse Veldtocht. In het veld werden ze bijgestaan door 600.000 Afrikaanse draaglieden. In totaal zette de geallieerde strijdmacht bijna één miljoen mensen in om Lettow-Vorbeck en zijn kleine troepenmacht te achtervolgen. Lettow-Vorbeck was geïsoleerd en had geen hoop op overwinning. Zijn strategie was om zoveel mogelijk Britse troepen af te leiden en hun middelen van mankracht, schepen en voorraden in de strijd tegen hem te verspillen. Hoewel hij meer dan 200.000 Indiase en Zuid-Afrikaanse troepen afleidde en Duits-Oost-Afrika in zijn kielzog bezette, kon hij na 1916 geen extra geallieerde troepen meer uit het Europese strijdtoneel trekken. Ondanks dat enige scheepvaart naar het Afrikaanse front werd omgeleid, was dit niet genoeg om de geallieerde marines significante moeilijkheden te bezorgen.
Kort na het einde van de Eerste Wereldoorlog werd de narratief over de Oost-Afrikaanse Veldtocht het onderwerp van mythologisering en vervormingen. Na terugkeer in Duitsland werden de veteranen van de Schutztruppe, vooral Lettow-Vorbeck, behandeld als "helden" door Duitsers die "weigerden de werkelijkheid van de nederlaag op het veld te accepteren". Lettow-Vorbeck steunde het verhaal dat zijn troepen onverslagen waren gebleven. Bij zijn overgave weigerde hij het ondertekenen van de documenten zonder verschillende voorwaarden, waaronder dat zijn troepen als "in het veld gebleven tot het einde van het conflict" werden geregistreerd. In werkelijkheid stemde hij in met een onvoorwaardelijke overgave, zij het onder protest. In maart 1919 hielden veteranen van de Schutztruppe onder leiding van Lettow-Vorbeck een overwinningstocht in hun tropenuniformen door de Brandenburger Tor, die ter ere van hen was versierd. Hij en zijn troepen werden tijdens de parade en daarna gevierd door de Duitsers. Lettow-Vorbeck werd onderscheiden met verschillende publieke eerbewijzen, waarbij veel figuren zijn vermeende onverslagen status contrast gaven met de nederlaag van Duitsland in de oorlog. Veel rechtse en conservatieve functionarissen zagen Lettow-Vorbeck's troepen als een hoopvolle symboliek en als bewijs dat de burgers, niet het leger, verantwoordelijk waren voor de post-oorlogse crisis. Duitse koloniale en militaire literatuur, evenals de Nazi-partij, promootten het idee dat Lettow-Vorbeck "onverslagen op het veld" was als onderdeel van de grotere 'dolk in de rug' mythe. In Duitsland werden Lettow-Vorbeck en de Oost-Afrikaanse Veldtocht het onderwerp van liederen en glorificatie. Veel geallieerde commandanten voelden ook groot respect voor de Oost-Afrikaanse Schutztruppe en Lettow-Vorbeck in het bijzonder, wat hun militaire reputatie verder versterkte.
De meningen over de campagne van Lettow-Vorbeck variëren. Veel moderne historici en andere onderzoekers blijven de Duitsers in Oost-Afrika aan het einde van de oorlog als onverslagen beschrijven. Sinds de jaren 90 hebben sommige Duitse historici echter kritiek geuit op dit standpunt en andere verhalen over Lettow-Vorbeck als verouderd, bevooroordeeld en gebaseerd op na-oorlogse legendes.

### Maatschappij en economie

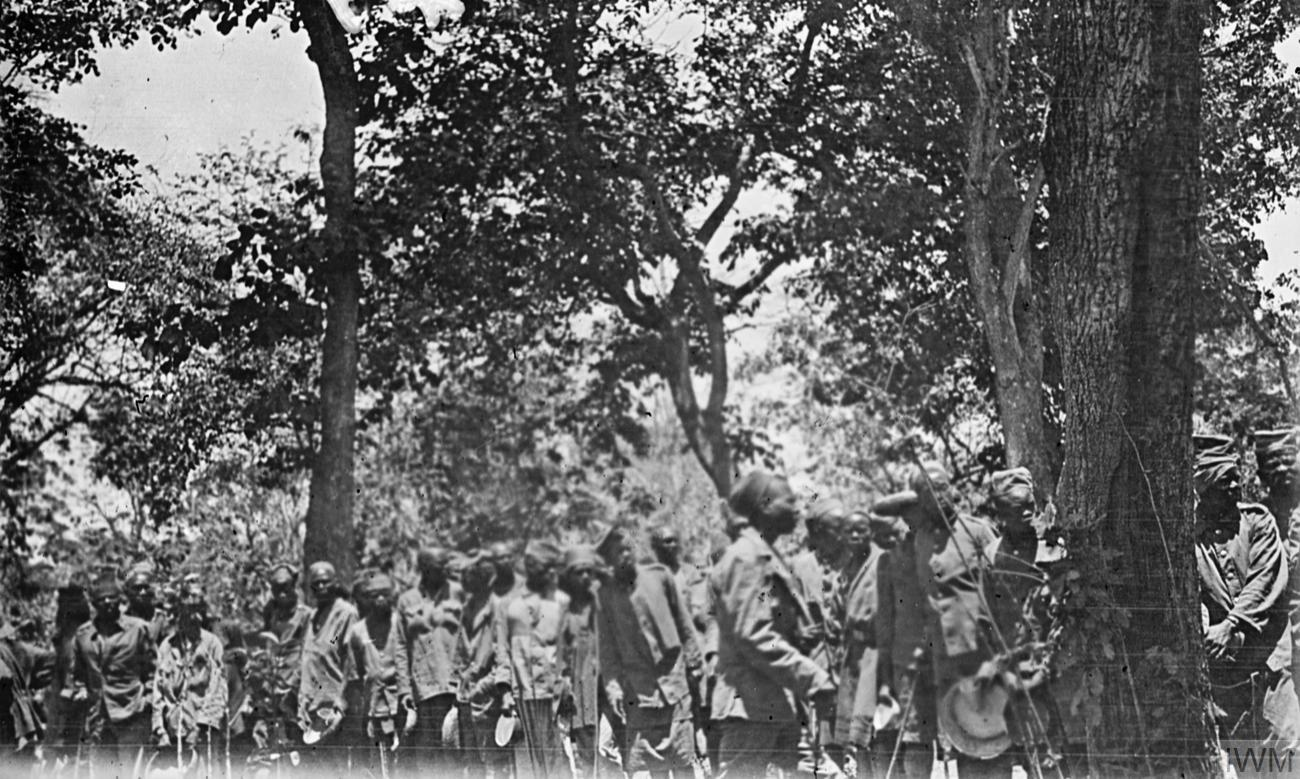
Schutztruppe-askari’s die eind 1917 in het zuiden van Duits-Oost-Afrika krijgsgevangen werden genomen, wachten op hun rantsoenen in een krijgsgevangenenkamp.

De gevechten in Oost-Afrika leidden tot een exporthausse in Brits-Oost-Afrika en een toename van de politieke invloed van blanke Kenianen. In 1914 verkeerde de Keniaanse economie in zwaar weer, maar noodwetgeving in 1915 gaf blanke kolonisten de controle over land dat eigendom was van zwarte bewoners. Dit droeg bij aan een scherpe stijging van de export, van £3,35 miljoen naar £5,9 miljoen in 1916. De groei werd grotendeels aangedreven door producten als ruwe katoen en thee. Als gevolg hiervan nam de controle van blanken over de economie aanzienlijk toe: van 14% in 1914 naar 70% in 1919.
De campagne en de rekruteringsinspanningen in Nyasaland droegen bij aan het uitbreken van de Chilembwe-opstand in januari 1915, onder leiding van John Chilembwe, een Amerikaans opgeleide baptistenpredikant. Chilembwe werd gedreven door diepgewortelde grieven tegen het koloniale systeem, waaronder gedwongen arbeid en raciale discriminatie. De opstand begon op de avond van 23 januari 1915, toen rebellen onder leiding van Chilembwe het hoofdkwartier van de A. L. Bruce-plantage in Magomero aanvielen en drie blanke kolonisten doodden. Diezelfde nacht volgde een mislukte poging om een wapendepot in Blantyre te overvallen. Op de ochtend van 24 januari hadden de koloniale autoriteiten de militie gemobiliseerd en reguliere troepen van de King's African Rifles (KAR) ingezet. Na een mislukte aanval van de overheidstroepen op Mbombwe op 25 januari, vielen de rebellen een christelijke missiepost in Nguludi aan en staken die in brand. Op 26 januari werd Mbombwe zonder tegenstand heroverd door regeringstroepen. Veel rebellen, onder wie Chilembwe, vluchtten richting Portugees Mozambique, maar de meesten werden gevangengenomen.

### Slachtoffers

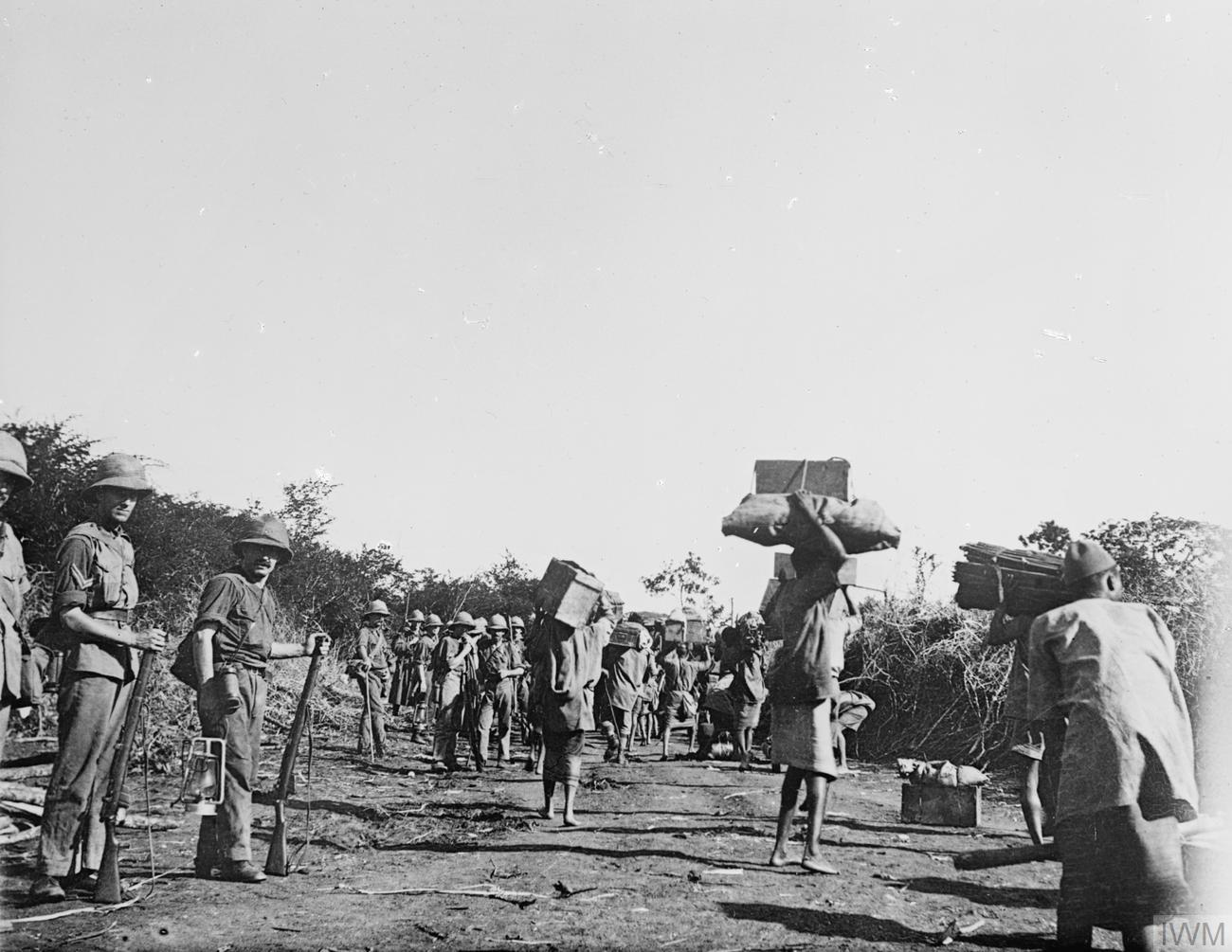
Afrikaanse dragers in Europese dienst leden onder hoge sterftecijfers door ziekte.

In 2001 schatte Hew Strachan dat de Britse verliezen tijdens de Oost-Afrikaanse veldtocht neerkwamen op 3.443 gesneuvelden, 6.558 door ziekte overleden soldaten, en ongeveer 90.000 Afrikaanse dragers die omkwamen. In 2007 stelde Paice dit cijfer bij naar ongeveer 22.000 Britse slachtoffers, waaronder 11.189 doden, wat neerkwam op 9% van de 126.972 troepen die bij de veldtocht betrokken waren. Tegen 1917 had de dienstplicht van ongeveer 1.000.000 Afrikaanse dragers geleid tot ernstige ontvolking van veel regio’s, waarbij ongeveer 95.000 dragers overleden, waaronder 20% van het Carrier Corps in Oost-Afrika. Van de overledenen waren er 45.000 Keniaans, wat 13% van de mannelijke bevolking in de regio vertegenwoordigde. De veldtocht kostte de Britten ongeveer £70 miljoen, bijna gelijk aan het oorlogsbudget dat in 1914 was vastgesteld.
Een ambtenaar van het Colonial Office merkte later op dat de Oost-Afrikaanse veldtocht geen groot schandaal was geworden, grotendeels omdat “de mensen die het meest leden de dragers waren—en wie geeft er tenslotte om inheemse dragers?”. De Belgische verliezen werden geregistreerd als 5.000, waaronder 2.620 soldaten die sneuvelden of aan ziekte overleden, hoewel dit cijfer de 15.650 overleden dragers niet meerekende. De Portugese verliezen in Afrika omvatten 5.533 gesneuvelde soldaten, 5.640 vermisten of krijgsgevangenen, en een onbekend maar aanzienlijk aantal gewonden.

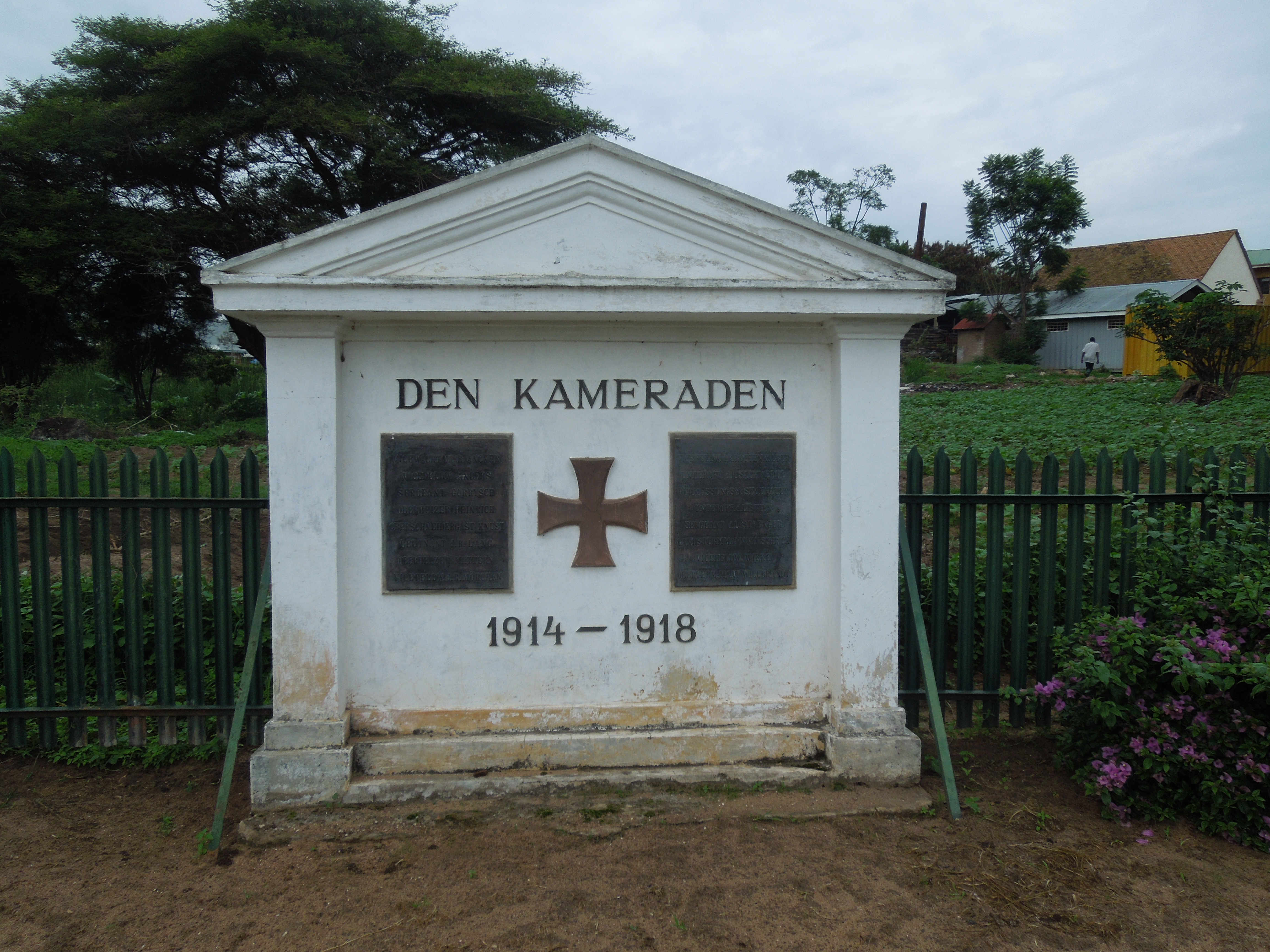
Monument voor de Duitse soldaten die omkwamen tijdens de veldtocht in Iringa, Tanzania.

In de Duitse koloniën werden geen uitgebreide registers bijgehouden over het aantal mensen dat werd opgeroepen of het aantal slachtoffers dat viel. In Der Weltkrieg, de officiële Duitse geschiedschrijving, schreef Ludwig Boell (1951) dat er “geen totaaloverzicht” kon worden gemaakt van het verlies aan hulptroepen, dragers en jongens, vanwege het ontbreken van gedetailleerde ziekteverslagen. Paice verwees naar een schatting uit 1989 waarin ongeveer 350.000 slachtoffers werden genoemd, met een sterftecijfer van ongeveer 1 op de 7 onder de opgeroepenen.
De dragers kregen vaak geen loon, en voedsel en vee werden van burgers gevorderd. Dit leidde tot een hongersnood als gevolg van voedseltekorten en slechte regenval in 1917, wat resulteerde in nog eens 300.000 burgerdoden in Duits-Oost-Afrika. In Brits-Oost-Afrika droegen de dienstplicht van landbouwarbeiders en het uitblijven van de regenval in 1917–1918 ook bij aan hongersnood. Toen in 1918 de grieppandemie zich verspreidde naar Sub-Sahara Afrika, verergerde dat de crisis verder. In Kenia en Oeganda stierven tussen de 160.000 en 200.000 mensen; in Zuid-Afrika lag het dodental tussen de 250.000 en 350.000; en in Duits-Oost-Afrika kwam 10 tot 20 procent van de bevolking om door hongersnood en ziekte. In heel Sub-Sahara Afrika eiste de pandemie tussen de 1,5 en 2 miljoen levens.
Al met al leidde de wijze waarop de oorlog door de Duitsers werd gevoerd rechtstreeks tot de dood van minstens 350.000 burgers in Oost-Afrika.